# Православно-старокатолический диалог

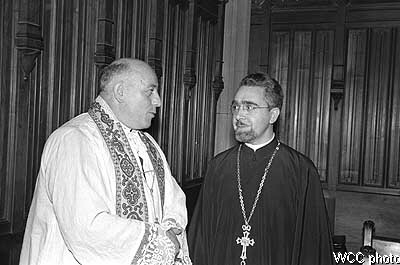
Епископ Леон Готье и епископ Мелитинский Иаков (Кукузис), 1955 год

Православно-старокатолический диалог — богословский диалог между представителями православных церквей и старокатолических церквей. 
Целями диалога было достижение единства в вероучении и последующее вступление в евхаристическое общение.
Возникновение старокатолического движения в 1871 году вызвало интерес в Русской православной церкви. В 1872 году был организован Санкт-Петербургский отдел Общества любителей духовного просвещения, члены которого вели переписку со старокатоликами и представляли Русскую православную церковь на старокатолических конференциях. Однако после 1875 года контакты прервались на 15 лет.
В декабре 1892 года была образована Санкт-Петербургская комиссия для ведения богословского диалога со старокатоликами, в ответ на что в августе 1894 года была учреждена Роттердамская комиссия. Комиссии общались посредством отправки друг другу официальных писем. Достичь согласия по всем вопросам не удалось. Начало Первой мировой войны прервало диалог.
В 1920-е годы православно-старокатолические контакты возобновились, но теперь уже ведущую роль в нём играла Константинопольская православная церковь, а Московский патриархат, напротив, вплоть до середины 1940-х годов был лишён возможности в них участвовать.
В 1966 году состоялось первое пленарное заседание Межправославной богословской комиссии по диалогу со старокатоликами, которая приступила к изложению существующих сходств и различий между Православной и Старокатолической церквами, а в августе 1975 года была образована Смешанная богословская комиссия по православно-старокатолическому диалогу. Данная комиссия провела 7 пленарных заседаний, последнее из которых состоялось в октябре 1987 года. Поставленных целей достичь не удалось.

## Первые контакты (1871—1875)
Одна из важнейших задач, поставленных старокатолическими церквями, — соединение с западными церквями, отделившимися от римско-католической церкви, и с православными восточными. В целях выполнения этой задачи представители старокатолицизма с самого начала налаживали, среди прочих, контакты с представителями утрехтской, англиканской, православных церквей.
22—24 сентября 1871 года состоялся Мюнхенский старокатолический конгресс, на котором как представитель православной церковной общественности присутствовал профессор Санкт-Петербургской духовной академии Иван Осинин. Осинин не только постарался дать исчерпывающие ответы на многочисленные вопросы членов конгресса, но и выступил с речью. Впервые русский православный богослов выступал в собрании германских учёных. Хотя сам докладчик с сожалением заметил, что мнение о русской «богословской учёности так незавидно, что самое простое слово, сказанное толково, вызывает удивление». Мюнхенский конгресс объявил о стремлении старокатолического движения к единству с православной церковью: «Мы выражаем надежду на воссоединение с Греко-Восточной и Русской Церковью, разрыв с которыми произошёл без достаточных причин и не имеет оснований ни в каких неустранимых догматических различиях». По возвращении Иван Осинин предоставил полный отчёт о происходившем на конгрессе, напечатав его в 11-м номере «Христианского Чтения» за 1871 год.
В дни проведения Мюнхенского конгресса Фёдор Тютчев писал И. С. Аксакову: «Целый космос идей возникает здесь … возможность начать мирное духовное сотрудничество с Германией… Рождается миротворческий принцип, определяющий истинное призвание России».
11 декабря 1871 года живущие в Санкт-Петербурге члены Общества любителей духовного просвещения, ректор Санкт-Петербургской духовной академии протоиерей Иоанн Янышев и член-корреспондент Императорской академии наук Александр Гильфердинг обратились в Московский совет Общества любителей духовного просвещения с ходатайством о создании отдела Общества в Санкт-Петербурге. Открытие Санкт-Петербургского отдела состоялось 26 марта 1872 года. В числе задач общества было «поддерживать сношения с поборниками Православной Истины за границей, оказывая им нравственную опору». Сразу же после учреждения Общество развило бурную активность, связанную со старокатолическим движением. Оно фактически монополизировало все контакты с представителями старокатолицизма, готовя почву для официальных переговоров.
12 мая 1872 году один из старокатолических комитетов обратился к секретарю Санкт-Петербургского отдела Общества с просьбой сообщить, на каких условиях старокатолики могли бы воссоединиться с Восточной Церковью. В ответном послании говорилось:

Для того чтобы автокефальная, самостоятельная Церковь, не соединенная с нашей Церковью, могла быть восстановлена на Западе, необходимо, чтобы между этой Церковью и нашей было совершенное тождество в догматах. Церковь наша не может сделать в этом отношении никакой уступки. Она не может согласиться и на то, чтобы к этому учению было что-нибудь прибавлено. Православная Церковь никогда не предписывала отдельным Церквам, её составляющим, однообразие в обрядах; она всегда уважала и уважает местные предания и обычаи, не находящиеся в противоречии с учением Вселенской Церкви, и требует однообразия только в тех обрядах, которые, относясь к Таинствам, касаются самого их существа. Что касается церковного управления, Православная Церковь всегда и везде допускала автономию Поместных Церквей, насколько эта автономия не была бы в противоречии с основной церковной организацией.
Со своей стороны, старокатолики выслали приглашение на конгресс, который должен был состояться в Кёльне. В ответ на приглашение от Общества любителей духовного просвещения в Кёльн были посланы: протопресвитер Иоанн Янышев, генерал Александр Киреев и священник православной церкви в Висбадене Арсений Тачалов.
На этом конгрессе, состоявшемся 20—22 сентября 1872 года, старокатолики по поводу воссоединения с православием сказали: «Единение не состоит в единообразии… желающие произвести воссоединение исповеданий должны отказаться от желания навязать свои национальные особенности другой нации… соединение исповеданий может быть достигнуто лишь на почве священного Писания и вселенском исповедании древней церкви, изложенном по учению неразделенной церкви первых столетий».
Кёльнским конгрессом была учреждена комиссия под руководством Игнаца фон Дёллингера, в обязанности которой входило вступить в переговоры с Православной церковью, а также протестантскими обществами по вопросу единения.
На третьем старокатолическом конгрессе, проходившем в 1873 году в Констанце, от России присутствовали протоиерей Иосиф Васильев, генерал Александр Киреев и священник Арсений Тачалов.
19 января 1874 года от лица совета Петербургского отдела Общества генерал Александр Киреев отправил на имя старокатолического профессора Йозефа Лангена письмо, в котором подтвердил принципы воссоединения, принятые Кёльнским конгрессом. К письму был приложен перечень «Догматических и главных обрядовых разностей, отличающих западную церковь от восточной православной», для выяснения степени православности старокатоликов. В перечне указывалось шесть догматических (о Церкви и её Главе; о Святом Духе; О Пресвятой Деве Марии; о добрых делах; о грехах; о загробной жизни) и семь обрядово-канонических (о символе веры; о таинстве крещения; о таинстве миропомазания; о таинстве Евхаристии; о таинстве покаяния; о таинстве брака; о таинстве елеоосвящения) «разностей» между Восточной (православной) и Западной (католической) церквями.
26 февраля 1874 года на заседании Общества любителей духовного просвещения был зачитан ответ, написанный профессором Лангеном, который отметил, что учение Западной Церкви выражено в схеме не совсем верно, также он просил православную сторону сделать более строгое разграничение между понятиями о догмате и частном (необязательном) мнении. В свою очередь Ланген прислал примечания к схеме догматических и обрядово-канонических разностей, в которых исправил некоторые положения, оказавшиеся, по его мнению, неточными, а по каждому отдельному пункту высказался с позиций старокатолицизма.
В сентябре 1874 года состоялся четвёртый старокатолический конгресс в Фрайбурге, в котором со стороны Русской Церкви участвовали те же лица, что и третьем старокатолическом конгрессе, а также делегат от Московского отдела Общества любителей духовного просвещения Фёдор Сухотин. Мысль о воссоединении на конгрессе была высказана многими докладчиками.
Санкт-Петербургский отдел Общества любителей духовного просвещения оказал серьёзное влияние на созыв межконфессиональных Боннских конференций, убедив старокатолических лидеров в необходимости в созыва межконфессиональной конференции.
13—16 сентября 1874 года состоялась первая Боннская конференция, в которой приняли участие члены Санкт-Петербургского отдела ОЛДП — протоиерей Иоанн Янышев, протоиерей Арсений Тачалов, а также Александр Киреев и Михаил Сухотин. Обсуждались 15 вопросов, касающихся Священного Писания и Священного Предания, Filioque, учения об оправдании, учения о таинствах, об исповеди, об евхаристической жертве, католического догмата о непорочном зачатии Девы Марии, молитвы за усопших, призывания святых и каноничности англиканской иерархии.
11—16 августа 1875 года состоялась вторая Боннская конференции, в которой от Русской православной церкви приняли участие протоиерей Иоанн Янышев, протоиерей Арсений Тачалов, Михаил Сухотин, Иван Осинин, Тертий Филиппов, Фёдор Тернер. Кроме того, на конференции присутствовали англиканские богословы. На конференции обсуждался вопрос o филиокве. Старокатолики признали эту вставку в Символе веры незаконной, но не хотели отказываться от учения, заключающегося в ней. В итоге после продолжительных обсуждений были приняты шесть положений, взятых из сочинений Иоанна Дамаскина.
Предполагавшихся дальнейших межконфессиональных конференций не последовало, а наметившийся неофициальный диалог между представителями православия и старокатолицизма фактически прекратился в силу ряда причин. Старокатолический профессор Игнац фон Дёллингер объяснял завершение диалога агитацией, которую вёл против объединения старокатоликов с православными доктор Йозеф Овербек. Но, по мнению диакона Даниила Торопова, основной причиной, приведшей к временному приостановлению общения, послужили симпатии старокатоликов к англиканской церкви, вносившие принципиальные противоречия между старокатоликами и православными. Кроме того, сблизившись с англиканами, старокатолики уже не чувствовали себя обособленными от других христианских обществ. Протопресвитер Иоанн Янышев так написал об отношениях со старокатоликами: «Мы, русские, для них совсем чуждые и далёкие люди. Нам они ничего не предлагают и сами ничего от нас не ожидают и не просят». Как отмечает профессор Утрехского университета Петер Бен Смит, «с точки зрения старокатоликов экуменический диалог с православными всегда был частью экуменического треугольника, наряду с диалогом с англиканами».

## Диалог в рамках Петербургской и Роттердамской комиссий (1892—1918)
Переговоры со старокатоликами не велись на протяжении 15 лет. За это время старокатолический вопрос в России успел забыться. Старокатолики занялись внутренним устройством и консолидацией своих разрозненных общин в единую церковь. Объединение завершилось с принятием Утрехтской декларации в 1889 году, текст которой вместе с катехизисом Христо-католической (старокатолической) церкви Швейцарии был прислан протопресвитеру Иоанну Янышеву. Ознакомившись с Утрехтской декларацией и катихезисом, он заявил, что «в теории Восточная и старокатолическая Церкви действительно уже согласны между собой» и что его «всегда живое сочувствие старокатолическому движению — ещё живее и глубже стало после прочтения опубликованных определений».
На II старокатолическом конгрессе 1892 года в Люцерне было принято предложение о налаживании официальных отношений с церквами Востока, в том числе Русской православной церковью.
15 декабря 1892 года указом Святейшего синода в Санкт-Петербурге была образована комиссия для выяснения условий и требований, которые могли бы быть положены в основу переговоров со старокатоликами. Председателем комиссии стал архиепископ Финляндский Антоний; в неё вошли видные профессора Санкт-Петербургской духовной академии: Иван Троицкий, Василий Болотов, Александр Катанский, протопресвитер Иоанн Янышев. К концу мая 1893 года комиссия закончила рассмотрение поставленных перед ней вопросов и направила Святейшему Синоду донесение, в котором были перечислены догматические и канонические отличия старокатолической церкви, а также какие из этих отличий могут и какие не могут послужить препятствием к принятию старокатоликов в каноническое общение с православной церковью.
Заключение Санкт-Петербургской комиссии было в 1894 году передано архиепископу Утрехтскому Герарду Гулу, который предложил суждения её вниманию конференции старокатолических епископов, состоявшейся в Роттердаме 27 августа 1894 года в рамках III старокатолического конгресса. Конференцией была учреждена так называемая Роттердамская комиссия из голландских, швейцарских и немецких старокатолических богословов под председательством епископа Йозефа Герерта Райнкенса для составления ответа на заключение Санкт-Петербургской комиссии. После кончины Райнкенса в январе 1896 года Роттердамскую комиссию возглавил епископ Теодор-Губерт Вебер.
Заключение Роттердамской комиссии, утверждённое 4 августа 1896 года конференцией в Бонне, ушло в Россию, и к 8 августа 1897 года были сформулированы «Ответы Санкт-Петербургской комиссии» на «мнение Роттердамской» за подписью архиепископа Финляндского Антония. Ответ Роттердамской комиссии по поводу филиокве в Петербурге посчитали неполным: «Роттердамская комиссия не сказала своего мнения по существенному пункту учения Православной церкви о Св. Троице». Старокатоликам опять было предложено подтвердить православную формулировку учения об исхождении Святого Духа. Православная комиссия при этом заметила, что богословское мнение о Сыне Божием, как о Причине или Сопричине Святого Духа «должно быть избегаемо, потому что не служит к уяснению догмата о Святой Троице». В вопросе об Евхаристии Санкт-Петербург предложил старокатолической стороне согласиться с 4 пунктами, формулирующими православную точку зрения на этот вопрос. Об утрехтской иерархии было сказано, что она «канонически неправильна, а равно неправильна и происшедшая от неё иерархия старокатолическая». Ответы заканчиваются следующим заключением: «Так как роттердамская комиссия заявила, что старокатолики догматически или принципиально ничего не имеют сказать против желаний русской комиссии, то мы можем высказать теперь только пожелания, чтобы это заявление в действительности было осуществлено возможно скорее».
Несмотря на благоприятные для сближения старокатоликов с русской церковью переговоры обеих комиссий, «протестантствующие друзья старокатоликов» (выражение протоиерея Михаила Горчакова), как, например, профессор Фридрих Ниппольд и др., на Четвёртом международном конгрессе, прошедшем 31 августа — 3 сентября 1897 года в Вене, высказывали мысль, что общение церквей должно утверждаться на «базисе христианской любви» с сохранением различий в вероисповеданиях.
19 ноября 1898 года Роттердамская комиссия направила в Петербург письменный ответ, в котором продолжила отстаивать своё мнение о возможности придерживаться учения об исхождении Святого духа от Сына как частного мнения, ссылаясь на то, что этого придерживались некоторые отцы западной Церкви до 1054 года. Филиокве, по мнению старокатоликов, не могло быть препятствием к «восстановлению взаимообщения между восточною и старокатолическою церковью», так как «не Filioque разделило, а папа разделил восточную и западную церковь». В таком же духе был дан ответ и по поводу термина «пресуществление»: «С одной стороны церкви востока и запада были соединены, когда слово „пресуществление“ еще не существовало. С другой стороны несомненно, что в богослужебных книгах русской церкви это слово не находится… ясно, стало быть, что слово „пресуществление“ не может быть, под названием веры, навязано никому, кто бы он ни был». В вопросе о каноничности утрехтской иерархии старокатолики также оставались при своём мнении.
Как отмечалось в русских богословских обозрениях, старокатоличество конца XIX — начала XX века не выработало ещё единой и достаточно ясной системы вероучения, что особенно сказывалось на содержании статей, помещавшихся в старокатолических журналах. В одних содержались элементы, присущие римско-католической догматике, в других обнаруживались особенности, характерные для протестантизма. По этой причине Петербургская комиссия свой очередной ответ послала лишь после того, как участники проходивших в начале XX века старокатолических конгрессов подтвердили приближение старокатоликов к православному пониманию вопроса об исхождении Святого Духа.
В этот период среди русских богословов разгорелся спор, оттеснивший на второй план полемику со старокатоликами. Образовались две «партии», одна из которых стремилась к объединению со старокатоликами и считала такое объединение возможным. Её главным представителем был А. А. Киреев. Вторая партия отказывалась от всяких компромиссов со старокатоликами; к ней принадлежали профессор А. Ф. Гусев (Казань), протоиерей А. П. Мальцев (Берлин) и профессор В. А. Керенский (Казань).
В 1902 году Святейший Синод поручил архимандриту Сергию (Страгородскому) дать исчерпывающий ответ старокатоликам от лица Православной Церкви. Епископ Сергий помещает в редактируемом им «Церковном Вестнике» две статьи: «Что разделяет нас со старокатоликами?» (1902) и «К вопросу о том, что разделяет нас со старокатоликами» (1903), а которых указывает на богословские расхождения между православными и старокатоликами. Эти статьи были приняты старокатоликами как мнение всей Православной Русской Церкви. Некоторые представители старокатоличества, например, профессор Гетц, признали правильным мнение епископа Сергия, большинство же не согласилось с ним. Попытки А. А. Киреева и профессора-протоиерея Павла Светлова смягчить отмеченные епископом Сергием расхождения не имели успеха.
В 1907 году Петербургская комиссия послала Роттердамской комиссии официальное письмо, полностью посвящённое проблеме филиокве. От старокатоликов требовалось принятие тезисов, выражающих православную позицию по данному вопросу. 9 марта 1908 года был послан ответ, в котором старокатолическая комиссия высказала недоумение по поводу того, что вопрос о филиокве поднимается вновь. Как и раньше, старокатолики настаивали на своём праве придерживаться филиокве, как частного богословского мнения. После этого официальный обмен мнениями между русскими богословами и старокатоликами прекратился, тем не менее, комиссии не были распущены.
15 февраля 1910 года в Петербурге под председательством ректора Санкт-Петербургской духовной академии епископа Ямбургского Феофана собрались богословы Русской православной церкви для обсуждения ответа на письмо Роттердамской комиссии. Доклад, зачитанный Н. Н. Лабижинским и затем одобренный членами комиссии, не был, однако, послан в Роттердам.
В 1913 году на Девятом старокатолическом конгрессе в Кёльне протоиереем Дмитрием Якшичем утрехскому архиепископу Гулу был торжественно вручён последний ответ Петербургской комиссии, который он расценивал, как «доказательство того, насколько Русская Церковь и русские богословы стремятся к церковному единению со старокатоликами».
Начавшаяся в 1914 году Первая мировая война помешала дальнейшей работе комиссий.
На последнем заседании Поместного собора 7 (20) сентября 1918 года было решено продолжить диалог со старокатоликами, основываясь на доктрине и традиции древней неразделенной церкви. Предусматривалось создание постоянной комиссии с отделениями в России и за рубежом, в задачи которой должно было входить изучение разногласий со старокатоликами и англиканами и путей их преодоления. Однако претворению этого определения в жизнь помешали исторические события, произошедшие в России после 1918 года.

## Межвоенные и послевоенные годы (1920—1950-е годы)
В межвоенное время встречи старокатоликов с представителями поместных православных церквей имели место на экуменических конференциях в Женеве в 1920 году и в Лозанне в 1927 году, а также на Ламбетской англиканской конференции в 1930 году. Русская православная церковь по причине её тяжёлого положения в Советском Союзе в этих переговорах не участвовала. Ведущую роль в во взаимоотношениях со старокатолицизмом стала играть Константинопольская православная церковь
В октябре 1931 года в Бонне состоялась значимая в истории старокатолицизма Боннская конференция старокатолических епископов Нидерландов, Швейцарии и Германии, в ходе которой состоялась встреча между присутствовавшими там представителями старокатоликов и православных церквей. Со стороны старокатоликов на православно-старокатолической конференции присутствовали: архиепископ Утрехский Франциск Кеннинк, профессор епископ Бернский Адольф Кюри (Христианско-католическая церковь Швейцарии), епископ Георг Моог (Германская старокатолическая церковь), священник доктор Мюльхаупт (Бонн) и президент и профессор семинарии в Амерсфорте Корнелис Вейкер. Православие представляли: митрополит Фиатирский Герман (Стринопулос) (Константинопольский Патриархат, также представлял Александрийскую и Иерусалимскую православные церкви), митрополит Тирский и Сидонский Феодосий (Абурджели) (Антиохийская православная церковь), митрополит Буковинский Нектарий (Котлярчук) (Румынская православная церковь), митрополит Пафский Леонтий (Леонтиу) (Кипрская православная церковь), митрополит Трикский и Стагонский Поликарп (Захос) (Элладская православная церковь), доктор Николай Арсеньев (Польская православная церковь), секретарь Православного комитета архимандрит Феолог (Параскеваидис) и епископ Бачский Ириней (Чирич) (Сербская православная церковь). После всего лишь двух дней переговоров обе стороны признали, что существует достаточно точек соприкосновения в вопросах веры и нацелились на установление церковного общения. Решения Боннской конференции 1931 года были направлены для обсуждения православным церквам и подлежали утверждению Просинодом (совещанием, предваряющим Всеправославный собор), намеченным на 1932 год. Просинод, однако, в 1932 году собран не был. Состоявшиеся ранее старокатолико-англиканское соглашение не было положительно воспринято православными богословами, что вновь затормозило православно-старокатолический диалог. Это событие вызвало глубокое разочарование у многих старокатолических теологов.
В мае 1948 года архиепископ Утрехтский Андреас Ринкель направил письмо Патриарху Московскому и всея Руси Алексию I, в котором извещал Русскую православную церковь о XV Международной конференции старокатоликов в Хилверсюме (Нидерланды). В письме выражалось пожелание восстановить обсуждение вопроса о единении.

## Подготовка диалога (1961—1975)
I Родосское Всеправославное совещание 1961 года выдвинуло в качестве одной из тем будущего Всеправославного собора «продвижение отношений со старокатоликами в духе состоявшихся до сих пор богословских дискуссий и выраженных тенденций к союзу с Православной Церковью». III Родосское Всеправославное совещание 1964 года приняло решение «о непосредственном создании Межправославной богословской комиссии из специалистов-богословов», о «систематической подготовке ею православных позиций в будущих богословских дискуссиях» и «о начале собеседований с соответствующей богословской комиссией Старокатолической церкви после общего взаимного соглашения Церквей».
В сентябре 1966 года в Белграде состоялось первое пленарное заседание Межправославной богословской комиссии по диалогу со старокатоликами, которая приступила к изложению существующих сходств и различий между православной и старокатолической церквами. Было отмечено согласие по целому ряду богословских вопросов:
- отвергалось учение о непогрешимости папы римского;
- отвергался догмат о главенстве епископа Рима;
- отвергалось учение о непорочном зачатии Девы Марии;
- отвергалось учение о сверхдолжных заслугах святых;
- отвергалось учение о чистилище;
- отвергался принудительный целибат священства;
- констатировалось устранение филиокве из Символа веры;
- констатировалось непризнание латинских Соборов после 1054 года вместе с их правилами;
- констатировалось неупотребление латинского языка в богослужении.

Комиссия положительно высказалась о старокатолическом учении по следующим вопросам:
- Священное Писание;
- Священное Предание;
- канон книг Священного Писания;
- Никео-Цареградский и Апостольский символы веры;
- догматические решения семи Вселенских соборов и утверждённые ими Поместные соборы;
- необходимость апостольского преемства;
- Тринитарное и христологическое учения
- учение об оправдании;
- седмеричное число Таинств;
- почитание Божией Матери и святых;
- почитание икон и мощей;
- пост;
- поминовение усопших[19].

Вместе с тем, обнаружились различия в старокатолическом учении о филиокве, Церкви, Таинствах и интеркоммунионе.
IV Всеправославное совещание, прошедшее в Шамбези с 8 по 15 июня 1968 года, постановило «сообразоваться с решениями собравшейся в Белграде Межправославной богословской комиссии по диалогу между Старокатолической и Православной Церквами» и запросить у старокатоликов некоторые их догматические тексты, а также пояснения относительно их «интеркоммуниона» с прочими христианскими исповеданиями. Ответ старокатоликов содержал Исповедание веры, а также заявление относительно филиокве; 18 июля 1970 года к этим документам было добавлено заявление о примате в Церкви.

## Смешанная богословская комиссия по православно-старокатолическому диалогу (1975—1987)
После завершения подготовки Межправославная и Межстарокатолическая богословские комиссии 20—28 августа 1975 года в Шамбези собрались вместе, сформировав Смешанную богословскую комиссию по православно-старокатолическому диалогу.
23—30 августа 1977 года в Шамбези состоялось второе заседание Смешанной комиссии по православно-старокатолическому диалогу, которая рассмотрела проекты докладов, относящихся к учению о Божией матери и Церкви. На основании этих докладов было составлено два документа: «Учение о Божией Матери» и «Учение о сущности и признаках Церкви».
В докладе на торжественном заседании, посвященном 60-летию восстановления Московского Патриаршего престола патриарх Пимен 25 мая 1978 года отмечал:

Отношения Русской Православной Церкви с Церквами старокатолического исповедания характеризуются на всем своем протяжении углубленностью в рассмотрении богословских проблем. В последнее время особое значение для наших церковных взаимоотношений приобретает открывшийся православно-старокатолический диалог. Мы рады, что в диалоге богословы постепенно приходят к согласию по все большему числу доктринальных вопросов. В то же время очевидно, что перед Церквами еще немало проблем, стоящих на пути нашего единства. Укреплению отношений способствуют также личные встречи высоких церковных деятелей.
20—24 августа 1979 года в центре Германской митрополии в Бонне состоялось третье заседание Смешанной комиссии по православно-старокатолическому диалогу, на котором велась работа над текстами экклезиологического раздела. Членами комиссии были составлены и подписаны два текста: «Единство Церкви и Поместные Церкви» и «Границы Церкви». Принятые обеими сторонами тексты были вручены участникам заседания для передачи своим церквам.
15—22 сентября 1981 года в Москве состоялось четвёртое заседание Смешанной богословской комиссии по православно-старокатолическому диалогу. Были приняты проекты четырёх екклезиологических текстов: «Авторитет Церкви и в Церкви», «Непогрешимость Церкви», «Соборы Церкви» и «Необходимости апостольского преемства».
3—9 октября 1983 года в Шамбези на пятом заседании Смешанной богословской комиссии были приняты документы: «Глава Церкви», «Искупительное дело Господа», «Действие Святого Духа в Церкви и усвоение спасения»
30 сентября — 5 октября 1985 года в Амерсфорте (Нидерланды) в процессе шестого заседания комиссии был принят документ «Таинства Церкви: Крещение, Миропомазание, Божественная Евхаристия».
Одновременно старокатолики развивали диалог с протестантами. В 1985 году Германская старокатолическая церковь заключила соглашение с Протестантской церковью Германии об совместном участии в таинстве евхаристии.
III Предсоборное всеправославное совещание, состоявшееся 28 октября — 6 ноября 1986 году в Шамбези, приняло резолюцию по результатам диалога со старокатоликами, в которой говорилось:

Соблюдение Старокатолической Церковью давней практики общения в Таинствах с Церковью Англии, а также появившиеся в Германии позднейшие тенденции к общению в Таинствах с Евангелической церковью… снижает значение совместно подписываемых в диалоге общих экклезиологических текстов и создает трудности воплощения и раскрытия богословия совместно подписываемых общих богословских текстов во всей жизни Старокатолической Церкви. Оба эти вопроса нуждаются в оценке компетентных богословов Православной Церкви с точки зрения экклезиологических и церковных последствий, с тем чтобы ускорить установление церковных предпосылок для восстановления церковного общения со старокатоликами. Успешное завершение этого богословского диалога благоприятно отразится и на результатах других диалогов, поскольку упрочит доверие к ним.
С 12 по 20 октября 1987 года в городе Кавал (Греция) состоялось VII пленарное заседание Смешанной богословской комиссии по православно-старокатолическому диалогу. На заседаниях председательствовали поочередно митрополит Швейцарский Дамаскин (Папандреу) (Константинопольский патриархат) и епископ Леон Готье (Христианско-католическая церковь Швейцарии). Обязанности секретарей выполняли профессор Власиос Фидас и профессор Эрнст Хаммершмидт. Были приняты документы, подготовленные на предыдущем заседании в Минске: «Таинство Брака», «Таинство Священства», «Таинство Елеосвящения», «Таинство Покаяния», «Учение о последних событиях», «Церковное общение: предпосылки и следствия». Документы были разосланы православным и старокатолическим церквам.
Это заседание Смешанной комиссии стало последним. Диалог был признан законченным, но незавершённым, так как согласно процедуре, предложенной III Предсоборным всеправославным совещанием, диалог считается завершённым, если все автокефальные православные церкви признают его результаты и патриарх Константинопольский объявит о его завершении.

## Итоги и современное состояние
Этот диалог стал единственным богословским диалогом, который завершился подписанием документа с православными убеждениями со стороны инославных. Как отмечает профессор Утрехского университета Петер Бен Смит: «Результат диалога был, в некотором смысле, впечатляющим, поскольку полное согласие в вере было установлено комиссией по диалогу, что было и остаётся редкостью в экуменическом диалоге, особенно между восточной и западной традициями. Диалог не только стал значительным достижением в церковном сближении, но и в преодолении политического раскола в Европе». Он также отметил, что «рецепцию этого диалога можно рассматривать как дальнейшую, текущую фазу православно―старокатолического сближения». Данный процесс шёл очень медленно, к большому разочарованию тех, кто был в него вовлечён. Со стороны Старокатолической церкви, например, только в 2007 году была подготовлена возможность для совместного заявления по этому вопросу Международной конференции епископов (когда Синод Старокатолической Церкви Германии отозвал свое требование об изменении некоторых текстов). Официальной рецепция со стороны православных церквей (по состоянию на 2014 год) так и не состоялась.
Более того, в 1994 году немецкие старокатолики вслед за англиканами одобрили женское священство. Первая такая хиротония состоялась в 1996 году. Подобные решения были вскоре приняты старокатоликами Австрии, Польши и Нидерландов. Этот шаг часто рассматривается как главное препятствие для формального принятия результатов православно-старокатолического диалога. Как отмечается в «Православной энциклопедии», «после первой священнической хиротонии женщины <…> ситуация стала неопределённой». По свидетельству профессора Московской духовной академии и участника межцерковных контактов Алексея Осипова: «Этот диалог шёл очень успешно, и он закончился в 1987 году. После этого осталось только одно — чтобы православные церкви со своей стороны и старокатолики утвердили эти решения на своих высших органах и затем уже приняли решения о евхаристическом общении и объединении. Однако ничего этого не произошло. Старокатолики, нисколько не сомневаясь, подписав все соглашения о всех таинствах, в том числе о священстве, о евхаристии, без всякого смущения вступили в евхаристическое общение с крайними протестантскими церквами. Начали устанавливать женское священство. И диалог, так блестяще проведённый (за какие-то 10 лет всё было решено), окончился без всякой славы и результата». Как отметил протоиерей Всеволод Чаплин в 2011 году: «в своё время имел место очень глубокий богословский диалог, нацеленный на воссоединение их с Православием. Впрочем, проблема в том, что современные старокатолики по своему образу жизни и нравственным установкам ближе к протестантам, чем к католикам. У них появилось женское священство, многие другие либеральные новшества».
По инициативе Константинопольского Патриарха и архиепископа Утрехтского в 2004 году была создана постоянная совместная целевая группа для размышлений и обмена идеями. Начиная с 2005 года рабочая группа собирается для поиска путей дальнейшего взаимопонимания и сближения, как путем рассмотрения двух или трех богословских и культурных вопросов, таких как место женщин и однополые отношения в церкви, Старокатолические экуменические связи с англиканами, лютеранами и Филиппинской независимой церковью, так и путём поиска путей для встречи, взаимодействия и обмена на низовом уровне. Русская православная церковь уже не участвовала во всём этом.